# Rafael Pastor Marco
Rafael Pastor Marco (* 30. November 1860 in Alicante/Provinz Alicante; † 13. Mai 1943 in Havanna) war ein spanisch-kubanischer Komponist und Musikpädagoge.

## Leben
Pastor studierte in seiner Heimatstadt Harmonielehre bei Francisco P. Villar und Klavier bei Domingo Gispert. In Madrid setzte er seine Ausbildung bei Cosme José de Benito (Instrumentation) fort und nahm Gesangsunterricht bei Napoleón Verger.
Mit Ramón Jorge komponierte er 1877 ein Miserere für Stimmen und großes Orchester, das an der Colegiata de Alicante uraufgeführt wurde. Während seiner Zeit als Kapellmeister an der Stiftskirche von 1890 bis 1892 komponierte er u. a. eine Messe in B-Dur und ein Salve Regina. 1896 zog er nach Havanna, wo er sich neben seiner Tätigkeit als Komponist der Lehrtätigkeit widmete.

## Werke
- A la memoria de Wagner
- Bone Pastor
- Canción de otoño (Text von Paul Verlaine)
- Criollas, dos canciones para piano
- Dos voces, für Streichquintett und Orgel
- Elegía, En la tumba de Verdi
- Himno a San Vicente de Paul
- La aparición del Salvador, Oratorium
- Las miradas (Text von Eusebio Blanco)
- Marcha nupcial für Orchester
- Misa en re bemol
- Miserere für Stimmen und großes Orchester
- ¡Patria! für Orchester
- Polonesa de concierto für Orchester
- Suite für Orchester